# Кардиомиоцит

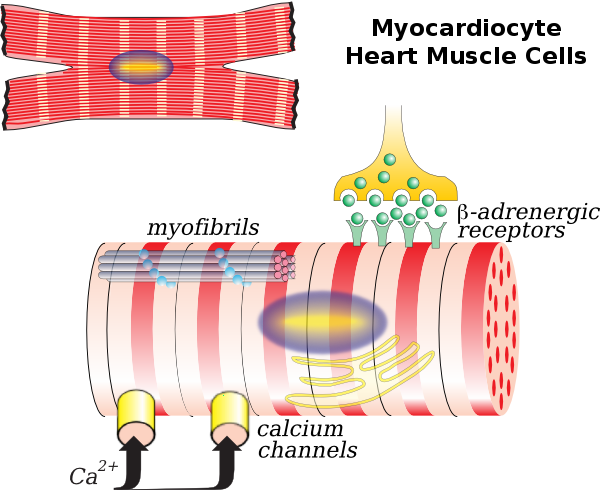
Схематичное отображение кардиомиоцита и механизма инициации его сокращения: общий вид, отличающий от миоцитов поперечно-полосатых скелетных мышц, кальциевые каналы и ионы кальция, β-адренорецепторы плазмолеммы в синаптической щели, нейромедиаторы, выделяемые из аксона в синаптическую щель, миофибриллы

Кардиомиоци́ты — мышечные клетки сердца. 
Как и все мышечные клетки, кардиомиоциты обладают проводимостью, возбудимостью, сократимостью, а также обладают специфической способностью — автоматизмом.
Миоциты желудочков млекопитающих относительно крупны — их диаметр составляет от 12 до 90 мкм, их форма приближается к цилиндрической. Корреляция размера кардиомиоцитов и массы тела животного отсутствует. Предсердные кардиомиоциты чаще всего отростчатые и, как правило, меньше желудочковых.

## Классификация
Выделяют рабочие (сократительные), синусные (пейсмекерные), переходные, проводящие, секреторные кардиомиоциты.
Рабочие кардиомиоциты составляют основную массу миокарда.

## Основные органеллы
Кардиомиоциты имеют все органеллы общего характера, однако степень их развития различна.
- ядро, как правило светлое, характеризующееся наличием большого количества эухроматина. В миокарде взрослых млекопитающих преобладают двухъядерные кардиомиоциты, кроме человека, у которого количество двухъядерных миоцитов не превышает 10—13 %.
- Аппарат Гольджи. Зачастую представлен 3—4 цистернами и скоплением мелких пузырьков и везикул, обычно располагается возле полюсов ядра.
- Гранулярный эндоплазматический ретикулум развит слабо — иногда встречаются одиночные каналы.
- Митохондрии, из числа органелл общего характера достигающие наибольшего развития и занимающие значительный объём кардиомиоцитов желудочков сердца. Характерной особенностью именно митохондрий кардиомиоцитов является наличие специфический структур — межмитохондриальных контактов.
- Лизосомы, которые преимущественно находятся в околоядерной зоне.

До сих пор остаётся открытым вопрос, встречаются ли центриоли в клетках кардиомиоцитов.
К специализированным органеллам относят:
- Миофибриллы (по структуре саркомеров схожи с миофибриллами скелетных мышц, однако отличаются по строению некоторых белков, например отличаются по биохимическому составу лёгких цепей миозина)
- Саркоплазматический ретикулум.

## Потенциал действия рабочего кардиомиоцита

Потенциал действия рабочего кардиомиоцита

Потенциал действия рабочего кардиомиоцита развивается в ответ на электрическую стимуляцию (обычно со стороны соседних клеток за счет наличия плотных вставочных дисков, или нексусов).

### Фаза быстрой деполяризации
Первой фазой (Фаза 0) потенциала действия рабочего кардиомиоцита является фаза быстрой деполяризации. Ионный ток через нексусы приводит к деполяризации мембраны рабочего кардиомиоцита. Понятие критического уровня деполяризации (примерно −60 мВ) здесь не применимо, так как после передачи ионного тока сразу происходит открытие натриевых каналов, что свидетельствует о начале деполяризации. Через эти каналы ионы натрия по концентрационному градиенту проходят через мембрану внутрь клетки, вызывая дальнейшую деполяризацию мембраны до уровня в +20 — +30 мВ. Это значение может меняться в зависимости от концентрации ионов натрия в межклеточной жидкости. Нормальная концентрация натрия составляет приблизительно 140 мЭкв/л. При снижении этого показателя до, примерно, 20 мЭкв/л кардиомиоциты становятся невозбудимыми. В результате деполяризации мембраны кардиомиоцита большинство натриевых каналов переходят в инактивированное состояние и ток Na+ в клетку ослабевает.

### Фаза быстрой начальной реполяризации
Фаза быстрой начальной реполяризации (Фаза 1) обусловлена активацией быстрых потенциалзависимых калиевых каналов. Ионы калия выходят через эти каналы из клетки, что приводит к реполяризации мембраны.

### Фаза плато (медленной реполяризации)
Фаза плато (Фаза 2) развивается в результате уравновешивания выходящего тока ионов калия входящим током ионов кальция. Кальций входит в клетку через потенциалзависимые кальциевые каналы. Их активация происходит в результате деполяризации мембраны во время фазы 0. В сердце обнаружены кальциевые каналы двух типов: L и T. Кальциевые каналы T-типа активируются при заряде на мембране примерно в −50 мВ. Их активация и инактивация происходит быстро. Кальциевые каналы L-типа активируются при мембранном потенциале в −20 мВ и остаются открытыми относительно продолжительное время (в среднем 200 мс).
Выходящий ток калия во время фазы плато обеспечивается несколькими типами калиевых каналов.
По мере инактивации кальциевых каналов баланс между входящим током кальция и выходящим током калия нарушается, ток калия начинает доминировать и фаза плато завершается.

### Фаза быстрой конечной реполяризации
Во время фазы быстрой конечной реполяризации (Фаза 3) выходящий ток калия возвращает мембранный потенциал рабочего кардиомиоцита к уровню мембранного потенциала покоя. В это время натриевые каналы начинают переходить из инактивированного в закрытое состояние, что позволяет рабочему кардиомиоциту возбуждаться в ответ на сверхпороговые раздражители. Такое состояние мембраны получило название — относительная рефрактерность.

### Мембранный потенциал покоя
Восстановление мембранного потенциала покоя (Фаза 4) сопровождается работой Na+/K+-АТФ-азы которая удаляет из клетки ионы натрия, прошедшие внутрь во время фазы 0. Кроме того, происходит восстановление концентрации ионов кальция за счёт работы 3Na+−1Ca2+ антипортера и Ca2+-АТФ-азы. Мембранный потенциал покоя для рабочего кардиомиоцита составляет примерно −85 — −90 мВ.